# Le relazioni pericolose (film 1988)
Le relazioni pericolose (Dangerous Liaisons) è un film del 1988, diretto da Stephen Frears, tratto dall'omonimo romanzo di Choderlos de Laclos e dall'adattamento teatrale del romanzo ad opera di Christopher Hampton, sceneggiatore del film.
Glenn Close ricevette il plauso della critica internazionale e la sua performance è oggi ritenuta una delle migliori dell'epoca, in particolar modo la scena finale, col primo piano dell'attrice allo specchio, è stata definita "da antologia della storia del cinema"

## Trama
XVIII secolo, Francia pre-rivoluzionaria. Il visconte Valmont colleziona una donna dopo l'altra. Una sola persona è capace di dominarne gli istinti: la marchesa de Merteuil, ricca vedova e cinica conoscitrice dell'animo umano e delle debolezze insite nei sentimenti, nonché abile manovratrice dei suoi amanti. In combutta, ma anche in competizione tra loro, i due manovrano ai danni di due giovani, Cécile e Danceny.
La marchesa, per vendicarsi di un precedente abbandono, chiede a Valmont di sedurre la giovane promessa sposa del suo vecchio amante, Cécile. Ma Valmont, che cerca una sfida degna della propria fama di seduttore, punta anche su Madame de Tourvel, che con la sua bellezza e il suo candore lo colpisce e lo interessa. Le due imprese avanzano di pari passo; la posta in gioco, oltre al gusto della conquista, è per Valmont una notte d'amore con la marchesa, che pretende la prova scritta del successo.
Valmont vince senza troppe difficoltà le resistenze della ragazzina, ma l'altra sfida si rivela molto più impegnativa. Finalmente, dopo un lungo e difficile corteggiamento, e anche grazie alla complicità della marchesa, Valmont riesce nell'impresa di conquistare anche Madame de Tourvel. La donna è lontana dalle malizie di Valmont, ma, nonostante le sue virtù di donna devota al marito, casta e molto religiosa, cade infine nella sua rete.
La scommessa con la marchesa è vinta, ma la donna decide di alzare la posta: sempre su sua istigazione, Valmont si cimenta anche nell'impresa di abbandonare, pur controvoglia, la sua nuova conquista. Per rispondere alle richieste del motivo, usa lo stratagemma, suggeritogli dalla marchesa nel loro precedente incontro, di ripeterle ossessivamente la frase: "trascende ogni mio controllo". Ma la marchesa, che ha manovrato Valmont sfruttandone la lussuria, non gusta la sua vittoria, perché capisce dalle sue parole che l'uomo è davvero innamorato della sua preda. La donna gli nega perciò il premio pattuito, rifiutandosi di passare assieme la notte. Valmont va su tutte le furie; lei, trovandosi alle strette e non riuscendo ad accettare il comportamento che Valmont ha avuto con una donna a suo parere sciatta e priva di eleganza, lo caccia da casa sua.
La marchesa rivela poi al giovane Danceny che la sua amata Cécile è stata circuita da Valmont. Il giovane ragazzo vuole vendetta, e i due si scontrano in duello all'alba. Valmont sembra combattere bene, ma i rimorsi di coscienza per aver condannato in un letto di morte madame de Tourvel gli impediscono di impegnarsi a fondo nel duello, e finisce per essere mortalmente ferito da Danceny. Prima di morire, raccomanda al ragazzo di guardarsi dalla marchesa e dalle sue macchinazioni. Il giovane non gli crede, ma Valmont gli fornisce le lettere che aveva ricevuto dalla marchesa. Danceny avverte Madame de Tourvel delle ultime parole d'amore che le aveva rivolto Valmont. Poco dopo Madame de Tourvel muore di crepacuore.
Venuta a conoscenza della morte di Valmont la marchesa de Merteuil si lascia andare ad urla di disperazione, mostrando per la prima volta d'avere anch'ella una debolezza e di aver perso, a causa delle sue stesse macchinazioni, l'unico uomo di cui fosse stata forse innamorata. Quando ormai i suoi intrighi sono diventati pubblici, la marchesa si presenta a uno spettacolo teatrale, ma, preso posto nel suo palco, viene fischiata a scena aperta ed è costretta ad andarsene.

## Riconoscimenti
- 1989 - Premio Oscar
  - Migliore sceneggiatura non originale a Christopher Hampton
  - Migliore scenografia a Stuart Craig e Gérard James
  - Migliori costumi a James Acheson
  - Candidatura Miglior film a Norma Heyman e Hank Moonjean
  - Candidatura Miglior attrice protagonista a Glenn Close
  - Candidatura Migliore attrice non protagonista a Michelle Pfeiffer
  - Candidatura Miglior colonna sonora a George Fenton
- 1990 - Premio BAFTA
  - Migliore attrice non protagonista a Michelle Pfeiffer
  - Migliore sceneggiatura non originale a Christopher Hampton
  - Candidatura Migliore regia a Stephen Frears
  - Candidatura Miglior attrice protagonista a Glenn Close
  - Candidatura Migliore fotografia a Philippe Rousselot
  - Candidatura Migliore scenografia a Stuart Craig
  - Candidatura Migliori costumi a James Acheson
  - Candidatura Miglior trucco a Jean-Luc Russier
  - Candidatura Miglior montaggio a Mick Audsley
  - Candidatura Miglior colonna sonora a George Fenton
- 1988 - National Board of Review Award
  - Migliori dieci film
- 1988 - Boston Society of Film Critics Award
  - Migliore regia a Stephen Frears
- 1989 - David di Donatello
  - Candidatura Miglior attore straniero a John Malkovich
- 1990 - Premio César
  - Miglior film straniero a Stephen Frears
- 1989 - American Society of Cinematographers
  - Candidatura Migliore fotografia a Philippe Rousselot
- 1989 - British Society of Cinematographers
  - Candidatura Migliore fotografia a Philippe Rousselot
- 1990 - Premio Bodil
  - Miglior film non europeo a Stephen Frears
- 1989 - Chicago Film Critics Association Award
  - Candidatura Miglior attrice protagonista a Glenn Close
  - Candidatura Miglior attrice non protagonista a Michelle Pfeiffer
- 1990 - Fotogramas de Plata
  - Miglior film straniero a Stephen Frears
- 1990 - Guild of German Art House Cinemas
  - Miglior film straniero a Stephen Frears
- 1990 - London Critics Circle Film Award
  - Sceneggiatore dell'anno a Christopher Hampton
- 1989 - National Society of Film Critics Award
  - Candidatura Miglior attrice non protagonista a Michelle Pfeiffer
- 1989 - Joseph Plateau Award
  - Miglior film straniero
- 1990 - Sant Jordi Award
  - Miglior film straniero a Stephen Frears
  - Miglior attore straniero a John Malkovich
- 1989 - Writers Guild of America
  - Candidatura WGA Award a Christopher Hampton